# Реиш, Жозе
Жозе Реиш (порт. José Reis; род. 5 февраля 1956) — восточнотиморский государственный и политический деятель. Член политической партии «ФРЕТИЛИН». Является младшим из двух действующих заместителей премьер-министра Восточного Тимора, а также действующим министром планирования и территорий, с июня 2020 года работающий в правительстве Восточного Тимора во главе с Тауром Матаном Руаком. Ранее занимал должности министра и государственного секретаря в более ранних правительствах.

## Биография
Является членом знатной семьи из Буколи в округе Баукау в Восточном Тиморе. Во время индонезийской оккупации работал чиновником в министерстве иностранных дел Индонезии.
По словам австралийской журналистки и писательницы Джилл Джоллифф, его старший брат Висенте душ Реиш был одним из группы радикально настроенных студентов, которые учились в Португалии и попали под влияние марксистско-ленинских идей. Тем не менее, он никогда не был связан с фанатизмом или жестоким обращением с предполагаемыми диссидентами. Напротив, есть много историй о его роли мягкого учителя в тылу партизан, и он умер медленной смертью от полученных ран.
Является давним членом партии «ФРЕТИЛИН». В 2001 году был избран кандидатом от «ФРЕТИЛИН» в Учредительное собрание Восточного Тимора, из которого в 2002 году сформировался парламент. Во время перестановок в кабинете министров Мари Алькатири 26 июля 2005 года был приведен к присяге в качестве государственного секретаря по координации региона I (Лаутем, Викеке и Баукау). Занимал эту должность до 8 августа 2007 года.
В 2006 году дом Жозе Реиша был сожжен дотла во время восточнотиморского кризиса.
3 октября 2017 года был приведён к присяге в качестве заместителя премьер-министра по вопросам управления в правительстве. Оставался на должности до формирования следующего правительства 22 июня 2018 года.
После смены правящей коалиции и принятия «ФРЕТИЛИН» в состав правительства 24 июня 2020 года, был приведён к присяге в качестве заместителя премьер-министра, а также министра планирования и территории.